# Que nadie duerma
Que nadie duerma es una película dramática española de 2023 dirigida por Antonio Méndez Esparza y escrita junto a Clara Roquet y Juan José Millás. La película, protagonizada por Malena Alterio, es una adaptación de la novela homónima de Juan José Millás. Fue estrenada en cines españoles el 17 de noviembre de 2023.

## Sinopsis
Lucía (Malena Alterio) pierde su trabajo como informática y decide tomar las riendas de su vida laboral convirtiéndose en taxista. Al volante de su taxi, recorriendo las calles de Madrid, planeará encontrarse con un misterioso vecino que la obsesiona y del que se enamora.

## Reparto
- Malena Alterio como Lucía
- Aitana Sánchez-Gijón como Roberta Santiago
- Rodrigo Poisón como Calaf/Braulio Botas
- José Luis Torrijo como Ricardo
- Mariona Ribas como Fátima
- Mariano Llorente como Herreros
- Manuel de Blas como  Juanjo, padre de Lucía.
- Federico Pérez Rey como Pasajero policía

## Premios
| Premio                                    | Día de la ceremonia     | Categoría                                  | Destinatarios        | Resultado | Ref.        |
| ----------------------------------------- | ----------------------- | ------------------------------------------ | -------------------- | --------- | ----------- |
| Premios Forqué                            | 16 de diciembre de 2023 | Mejor interpretación femenina              | Malena Alterio       | Ganadora  | [ 5 ] [ 6 ] |
| Premios Feroz                             | 26 de enero de 2024     | Mejor actriz protagonista                  | Malena Alterio       | Ganadora  | [ 7 ]       |
| Premios Feroz                             | 26 de enero de 2024     | Mejor actriz de reparto                    | Aitana Sánchez-Gijón | Nominada  | [ 7 ]       |
| Premios Feroz                             | 26 de enero de 2024     | Mejor música original                      | Zeltia Montes        | Nominada  | [ 7 ]       |
| Medallas del CEC                          | 5 de febrero de 2024    | Mejor actriz                               | Malena Alterio       | Ganadora  | [ 8 ]       |
| Premios Goya                              | 10 de febrero de 2024   | Mejor interpretación femenina protagonista | Malena Alterio       | Ganadora  | [ 9 ]       |
| Premios de la Unión de Actores y Actrices | 11 de marzo de 2024     | Mejor actriz protagonista                  | Malena Alterio       | Ganadora  | [ 10 ]      |
| Premios de la Unión de Actores y Actrices | 11 de marzo de 2024     | Mejor actriz secundaria                    | Aitana Sánchez-Gijón | Nominada  | [ 10 ]      |